# Iverni
Els iverni (grec Ἰούερνοι, Iouernoi) eren un grup tribal de l'antiga Irlanda que foren esmenats per primer cop en la Geographia de Claudi Ptolemeu que habitaren a l'extrem sud-oest de l'illa. També esmenta una "ciutat" anomenada Ivernis (Ἰουερνίς, Iouernis) al seu territori, i ressalta que aquest assentament té el mateix nom de l'illa, Ivernia (Ἰουερνία, Iouernia) El nom Iverni deriva del proto-indoeuropeu PiHwerjoHn, que significa "terra fèrtil". Va ser probablement el nom donat alguna vegada a tots els pobles d'Irlanda, però en els temps de Ptolemeu el seu ús ja estava limitat als habitants del sud-oest. Els Iverni podrien estar identificats lingüísticament amb els Érainn (Éraind, Érnai, Érna), un poble del qual es té constància a Munster i algun indret més a l'alta edat mitjana.
Les dinasties reials prehistòriques Érainn són algunes vegades referenciades com els Dáirine.

## Història
En traços genealògics irlandesos antics els Érainn són considerats com un grup ètnic diferenciat, diferents dels Laigin i Cruthin. Els grups de població a Munster classificats com Érainn inclouen els Corcu Loígde al sud-oest del comtat de Cork, els Múscraige també al comtat de Cork i Tipperary, els Corcu Duibne al comtat de Kerry, i els Corcu Baiscinn a l'oest, al comtat de Clare. Els Dál Riata i Dál Fiatach (o Ulaid) a Ulster també es consideren Érainn.
Els Érainn sembla que van ser un grup molt poderós en el període proto-històric, però ja en els primers temps històrics recents es van veure reduïts a un status reduït i marginal, amb la notable excepció de l'enigmàtic regne d'Osraige. El clan més important de Munster Érainn, els Corcu Loígde, van conservar en certa manera un prestigi fins i tot després de ser marginats per la dinastia Eóganachta als segles VII-VIII. És possible que els (algunes vegades) poderosos Uí Liatháin i els seus parents Uí Fidgenti formessin part com un tot dels Érainn/Dáirine, però es comptaren com a Eóganachta per raons polítiques. Un altre prominent poble Érainn del Munster antic va poder ser els Mairtine, qui van desaparèixer completament abans del període històric irlandès, encara que poden ser part ancestral dels posteriors Déisi Tuisceart i Dál gCais. Els Déisi Muman també van poder tenir el seu origen en els Érainn, però ha estat objecte de controvèrsia.

### Dáire: Darini, Dáirine
Sembla que els Iverni estaven emparentats amb els Darini de l'Ulster oriental El nom "Darini" implica descendència d'un ancestre anomenat Dáire, (*Dārios) com afirmen bastants pobles històrics identificats com Érainn, inclosos els Dál Riata i Dál Fiatach en l'Ulster oriental així com els Érainn de Munster. Un nom antic per a Dundrum al comtat de Down registrat en alguns textos és Dún Droma Dáirine, i el nom Dáirine s'assigna a Corcu Loígde, la qual cosa suggereix una relació entre els Darini i els Iverni.

### Érainn: Clanna Dedad
Les generalogies tracen les descendència dels Érainn des de dos ancestres epònims diferents, Ailill Érann i Íar mac Dedad. Entre els familiars llegendaris de l'últim hi ha els Cland Dedad (descendent de Deda mac Sin), un poble de Munster que s'esmenta al cicle d'Ulster, encapçalats per Cú Roí, fill de Dáire mac Dedad, i el llegendari gran rei d'Irlanda, Conaire Mór, net d'Iar i ancestre dels Síl Conairi. Les accepcions històriques dels Uí Maicc Iair ('nets del fill d'Iar') i el MAQI IARI de les inscripcions Ogham semblen tenir certa relació. El nom personal Iar és senzillament una altra variant de l'arrel present a Iverni i Érainn. Finalment, el nom Íth, donat en genealogies com a últims ancestres de Corcu Loígde (Dáirine), ofereix certa confusió sobre el seu parentiu i relació amb els Iverni, de fet conserva la mateixa arrel indoeuropea *peiH- ("engreixar, onatge"), per tant completen una visió bàsica dels Darini/Dáirine i el seu parentiu en el futur històric irlandès.

## Reis de Tara
El rei de Tara era un nom general donat a la posició de lideratge en la monarquia d'Irlanda abans de la de gran rei d'Irlanda evolucionat amb Mael Sechnaill mac Maele Ruanaid al voltant de 846-847. El concepte varià de les característiques habituals de la monarquia, en la qual la noblesa es veia a si mateixa com a servidora administrativa de la suprema dinastia, anomenada localment Uí Néill als anys obscurs. Aquesta dinastia data el seu origen en el llegendari gran rei Cormac mac Airt, vinculat mitològicament amb el rei Salomó d'Israel i del que es suggereix que va dirigir el poble irlandès entre els segles II i IV. Preocupats principalment per la pau i la diplomàcia, els reis de Tara tenien una posició de jutge suprem en els afers socials. El seu "rei" es coneix com a "governant de tota Irlanda, ordenat per Déu". Els annalistes s'han referit als reis com a "rex Hiberniae", i la seu del poder com a "caput Scottorum".
A mitjans del segle VII els Uí Néill eren dividits en dues branques diferents al nord i al sud anomenades Cenél Conaill i Cenél Eogain, alternant-se el reialme entre elles. El rei de Tara Donnchadh Midi va derrotar alguns reis de Leinster que havien augmentat el seu poder en 780. D'altra banda els Eóganachta governaren pacíficament a Munster, assegurant ser els reis sagrats de la llegenda dinàstica.
Als "Hibernensis", ''De regno" o el "llibre dels reis" (compilat cap al 700-750), l'ordenació del rei de Tara està llgiada a la unció del rei Saül de la Bíblia. Van tenir lloc alters ordenacions reials en 793, 804 i 993, i acabaren amb un abat donant al rei una 'orde del rei'.

## Orígens, controvèrsies i hipòtesis
Al principi es pensava a primers del segle XX que els Iverni era un romanent dels indígenes habitants de l'illa durant el període anterior als celtes, que havien estat conquistats pels invasors gaèlics. Aquesta visió correspon al fet que no es van plantejar els condicionants històrics esmentats sinó que es basaven en els conceptes mitològics, llegendes tradicionals posteriors i l'especulació d'un antiquari i, per descomptat, l'obra geogràfica de Claudi Ptolemeu.

### Hipòtesibelgad'O'Rahilly
T. F. O'Rahilly va identificar els Érainn amb els mitològics Fir Bolg i els històrics belgae de la Gàl·lia i Britànnia. La seva hipòtesi és que van envair l'illa des de Britànnia i parlaven una llengua britònica, que ell va batejar com "ivèrnic" i identificà com un idioma citat en un nombre de fonts primerenques com Iarnnbélrae, Iarnbélrae, i Iarmbérla, el qual, si es considera com irlandès antic, significa "discurs de ferro". El diccionari irlandès del segle IX Sanas Cormaic (o "el glossari de Cormac") descriu Iarnnbélrae com una recent llengua extinta que era molt densa i complexa, i registra dues paraules que hi deriven. No obstant això, durant el període proto-històric és evident que els Érainndominaven una de les llengües goidèliques, com s'evidencia pel fet que les inscripcions ogham en irlandès primitiu són més abundants als comtats de Cork i Kerry.